# Emiliano
Marco Emilio Emiliano (en latín, Marcus Aemilus Aemilianus, 207 o 214 - octubre de 253), más conocido como Emiliano fue emperador de los romanos durante 88 días, desde julio de 253 hasta su muerte.

## Vida
Emiliano nació en el año 207 o en 214 en Djerba, en la provincia romana de África. De su carrera se sabe poco, con seguridad solamente que fue cónsul antes de ser nombrado gobernador de la provincia de Moesia en 252. Estuvo casado con Gaya Cornelia Supera, pero se ignora si tuvieron hijos.
Su mayor éxito fue la victoria sobre el rey godo Cniva en la primavera de 253, cuando era gobernador de Mesia. Cniva exigía un aumento de los tributos que había pactado con el emperador Treboniano Galo en 251, pero Emiliano se negó. El rey godo se puso en marcha con su ejército para invadir Mesia, pero Emiliano consiguió motivar a sus legionarios para que hicieran frente a la invasión, y logró rechazarla. Tras esta victoria, atravesó el Danubio con su ejército y derrotó a Cniva en una batalla decisiva.

## El ascenso al trono
El descontento de las legiones con el emperador Treboniano Galo llevó a sus soldados a proclamarle emperador tras el fin de la guerra, en julio o agosto de 253. Emiliano se puso en marcha hacia Roma para derrocar a Galo, pero este y su hijo Volusiano fueron asesinados por sus propios soldados, después  de que ambos intentasen huir tras su derrota en la batalla de Interamna Nahars. 
Emiliano entró triunfante en Roma, y fue reconocido como el emperador legítimo por el Senado, pero, sin embargo su reinado fue breve, ya que no pasó de 88 días. A raíz de la rebelión de Emiliano, Treboniano Galo había pedido auxilio al comandante de las tropas de la frontera del Rin, Valeriano, quien, tras conocer la muerte de Treboniano Galo, fue proclamado emperador por sus tropas y pasó los Alpes en dirección a Roma en otoño de 253. Cuando llegaron a la capital las noticias de estos hechos y, dada la superioridad de las fuerzas romanas, las tropas de Emiliano asesinaron a su emperador, que se encontraba de visita en Espoleto, y aclamaron a Valeriano como nuevo emperador.

Según las fuentes antiguas Emiliano ejerció su corto mandato de forma moderada y mantuvo buenas relaciones con el Senado. Ya los autores antiguos le consideraron un emperador de transición de la época de los emperadores soldado. Eutropio comenta sobre él:
Emiliano procede de una familia sin importancia, su reinado tuvo aún menos importancia y en su tercer mes fue asesinado.